# ウィリアム・ド・ビーチャム (初代バーガヴェニー男爵)
初代バーガヴェニー男爵ウィリアム・ド・ビーチャム（William de Beauchamp, 1st Baron Bergavenny, 1343年ごろ - 1411年5月8日）は、イングランド貴族。

## 生涯
ウィリアムは、第11代ウォリック伯トマス・ド・ビーチャムとキャサリン・モーティマーの4男である。百年戦争においてはジョン・チャンドス卿の下で働き、1376年にガーター騎士に叙せられた。
1378年から1380年までリチャード2世の枢密院において、式部副長官または式部卿代理として仕えた（正式な式部卿は世襲で第9代オックスフォード伯ロバート・ド・ヴィアーが務めていたものの、未成年であったためウィリアムが代理を務めた）。ウィリアムは1383年にカレー長官を務めた。
1389年12月30日、従兄弟の子にあたる第3代ペンブルック伯ジョン・ヘイスティングスが死去すると、ウィリアムはアバーガベニー城を含むアバーガベニーの領主権を継承した。1392年7月23日に「ウィリアム・ビーチャム・ド・バーガヴェニー」として議会に召喚され、これによりバーガヴェニー男爵となったとされている。1399年に、南ウェールズの司法長官およびペンブルック総督に任命された。ウィリアムはアバーガベニーの城と領主の地位を自らの子に相続させ、残りを兄トマス・ド・ビーチャムとその息子に相続させた。妻ジョーンは1435年に死去するまでそれを寡婦財産として保持した。ウィリアムは1411年に死去し、ヘレフォードのブラックフライアーズ修道院に埋葬された。

## 結婚と子女
ウィリアムは第11代アランデル伯リチャード・フィッツアランとエリザベス・ド・ブーンの娘であるジョーン・フィッツアランと結婚し、以下の子女をもうけた。
- リチャード（1397年以前 - 1422年） - 初代ウスター伯。初代グロスター伯トマス・ル・ディスペンサーの娘イザベルと結婚。
- ジョーン（1396年 - 1430年8月3日） - 1413年8月13日に4代オーモンド伯ジェームズ・バトラーと結婚